# جایزه بریکترو
جایزه بریکترو، جایزه موفقیت‌های علمی یا جایزه دستاورد علمی (انگلیسی: Breakthrough Prize) مجموعه جوایزی بین‌المللی هستند که از سوی هیئت مدیرهٔ این جایزه به پاس پیشرفت‌های علمی در سه شاخه اعطا می‌شود.
- جایزه بریکترو در علوم زیستی
- جایزه بریکترو در فیزیک بنیادی
- جایزه بریکترو در ریاضیات

این جوایز را سرگئی برین و ان ویسیکی، مارک زاکربرگ و پریسیلا چان، یوری میلنر و جولیا میلنر، و جک ما و کیتی جنگ بنیاد نهادند. کمیته‌های متشکل از برندگان قبلی برندگان را از میان افرادی برمی‌گزینند که که در فرایندی آنلاین و باز به روی عموم نامزد شده‌اند.
برندگان هر یک ۳ میلیون دلار جایزه می‌گیرند. آنها در مراسمی با پخش تلویزیونی حضور می‌یابند که طراحی شده تا دستاوردهایشان را جشن بگیرند و الهام بخش نسل بعدی دانشمندان باشند. در بخشی از مراسم، آنها در برنامه‌ای شامل سخنرانی و مباحثه درگیر می‌شوند. کسانی که اکتشافات جدیدی انجام دهند واجد شرایط جوایز بریکترو در آینده خواهند بود.